# Пір (комуна)
Пір (рум. Pir) — комуна у повіті Сату-Маре в Румунії. До складу комуни входять такі села (дані про населення за 2002 рік):
- Пір (1491 особа) — адміністративний центр комуни
- Піру-Ноу (103 особи)
- Сервезел (175 осіб)

Комуна розташована на відстані 442 км на північний захід від Бухареста, 53 км на південний захід від Сату-Маре, 119 км на північний захід від Клуж-Напоки.

## Населення
За даними перепису населення 2002 року у комуні проживали 1769 осіб.
Національний склад населення комуни:
| Національність | Кількість осіб | Відсоток |
| -------------- | -------------- | -------- |
| угорці         | 969            | 54,8 %   |
| румуни         | 644            | 36,4 %   |
| цигани         | 156            | 8,8 %    |

Рідною мовою назвали:
| Мова      | Кількість осіб | Відсоток |
| --------- | -------------- | -------- |
| угорська  | 1074           | 60,7 %   |
| румунська | 692            | 39,1 %   |
| циганська | 3              | 0,2 %    |

Склад населення комуни за віросповіданням:
| Релігія        | Кількість осіб | Відсоток |
| -------------- | -------------- | -------- |
| реформати      | 931            | 52,6 %   |
| православні    | 742            | 41,9 %   |
| римо-католики  | 74             | 4,2 %    |
| греко-католики | 20             | 1,1 %    |
| адвентисти     | 2              | 0,1 %    |